# Bruno Henry
Bruno Henry, né à Bordeaux, est un acteur français.

## Biographie
D’origine Afro-Antillaise, Bruno Henry est né à Bordeaux. Après trois ans de cours de théâtre à l'école d'art dramatique de Dominique Viriot. Il fait ses débuts sur scène dans Monsieur Amédée d’Alain Reynaud-Fourton, auprès de Michel Galabru et Bernadette Lafont. Il enchaine les pièces de théâtre telles que Antigone, Pygmalion, Des souris et des hommes.
Pour la télévision, il est joue dans plusieurs séries comme Un gars, une fille ou Adresse inconnue.
Au cinéma, il tourne dans de nombreux courts-métrages et apparaît dans des films, parmi lesquels 8th Wonderland de Nicolas Alberny, L'Engagement 1.0 de Stéphane Guénin, Dealer de Jean-Luc Herbulot, W.A.K.A de Françoise Ellong qui a obtenu le Prix Spécial du Jury au festival International du Cinéma Africain de Khouribga au Maroc, et Vaurien de Mehdi Senoussi.
Actif dans le doublage, il est  la voix française régulière de Tyrese Gibson et l'une des voix et de Derek Luke, Terrence Howard, Terry Crews.

## Filmographie

### Cinéma

#### Longs métrages
- 2003 : Livraison à domicile de Bruno Delahaye
- 2008 : 8th Wonderland de Nicolas Alberny et Jean Mach : l’ami de César
- 2009 : Alice, ou les désirs de Jean-Michel Hulin : François
- 2009 : Les Aventures de Captain Brackmard et la bite de cristal de Pascal Jaubert : le Président de la République
- 2010 : Dernier étage, gauche, gauche d'Angelo Cianci : Turenne
- 2012 : Senotaji d'Ivars Tontegode : Monsieur Mambutu
- 2012 : W.A.K.A (Woman Acts for her Kid Adam) de Françoise Ellong : Max
- 2013 : Macadam Baby de Patrick Bossard : un policier
- 2013 : Midnight Globe de Jonathan Musset : Faro
- 2013 : L'Engagement 1.0 de Stéphane Guénin : l'instructeur
- 2014 : Être de Fara Sene : Franck Caro
- 2015 : Dealer de Jean-Luc Herbulot : Delo
- 2015 : The Dark Castle de Sasha Mahé : Thierry
- 2015 : Sans Regret de Jacques Trabi : Cercueil
- 2016 : Paroles de Véronique Mucret Rouveyrollis : Marius
- 2017 : China Salesman de Tan Bing : ?
- 2017 : Safari Park de Michaël Massias : ?
- 2018 : Vaurien de Mehdi Senoussi : Bruno
- 2018 : Christ(off) de Pierre Dudan : le père haïtien
- 2018 : Zhai d'Eloissa Florez : Obatotosinloluwa
- 2019 : Résolution de Boris Oué et Marcel Sangne : Marc Kassy
- 2019 : Djoli de Glad Amog Lemra : ?
- 2020 : C'est la vie de Julien Rambaldi : le porte-parole du syndicat
- 2021 : Saloum de Jean-Luc Herbulot : Omar
- 2022 : Mayouya de Claudia Haïdara-Yoka : ?
- 2023 : L'Homme debout de Florence Vignon : Bakary

#### Courts métrages
- 1998 : You're Welcome de Photini Papadodima
- 2004 : Une vie en l'air d'Emmanuel Malka
- 2004 : Coupé au montage d'Ollivier Pourriol
- 2009 : Big Woman Don't Cry de Françoise Ellong : Stan
- 2010 : Nek de Françoise Ellong : l'homme
- 2010 : Cette obscure tentation de Renaud Ducoing : François Amable
- 2010 : Carmin de David Dang : Guillaume Ratier
- 2011 : Stabat Mater de Jean-Luc Herbulot
- 2011 : Au revoir dogs, goodbye les chiens de David Sarrio : Jules
- 2011 : Dans le pas de Léa de Renaud Ducoing : le noir
- 2011 : Pastiche de Harald Hutter : Big T.
- 2011 : À tout prix de Yann Danh : Jacques Mercier
- 2012 : Reject de Greg Simon
- 2012 : Le Dernier round (The Final Bell) de Lionel Michaud : le manager
- 2012 : Sex toys blues de Kristof Sagna
- 2012 : Antoine et les héros de Patrick Bagot
- 2012 : À cœur ouvert d'Ayekoro Kossou : Albert
- 2013 : Poussières de Daniel Metge : le chef
- 2013 : Papiers s'il vous plaît ! de Daniel Jenny : le client sans papiers
- 2013 : Anthropologie d'un homme moderne de Julie Ropars : Jourd
- 2014 : Voyous de Julien Graber : Manu
- 2014 : Vertigo de Justin Thomas Ostensen : l'agent B
- 2014 : L'exil de Pierre Leroi : le père de Thomas
- 2015 : Le miroir d'Alice de Benoît Lelièvre
- 2015 : Queen de Patricia Kwende : Eric
- 2015 : Naméo et le messager de Albert Jaonison, Corinne Laflue et Cyril Mannetiers : le colonel Cazenave
- 2016 : Rita de François Loubeyre
- 2016 : John de Djara : John
- 2016 : Capitaine Habakouk de Sofyan Boudouni : William
- 2016 : Le Dernier héros de Charly Mg : Nick Furi
- 2016 : ITW Bruno Henry de Camille Vidacek : lui-même
- 2017 : Lost Souls de Fabrice Pierre : le mari français
- 2017 : Silence de Glad Amog Lemra : le président N°1
- 2017 : Le Bruit de la poussière de Florence Nodin : Patrice
- 2018 : Specimen de F Manga : le doc
- 2018 : Le Bon coin de Laura Richard
- 2019 : C'était mieux après de Jules Dousset
- 2019 : All Blood Runs Red de Paul Mignot : Eugene Bullard âgé
- 2021 : Le Service de lui-même : Pascal
- 2022 : Ambitus de Louise Mejstelman : Joseph Lifchitz
- 2023 : Article 22 de F Manga : Mme Irma

#### Clips vidéos
- 2017 : Bazardée de Keblack : le père

### Télévision

#### Téléfilms
- 2011 : Le Chevalier de Saint-George de Claude Ribbe : Narcisse
- 2023 : Le Premier venu de Michel Leclerc : Léopold

#### Séries télévisées
- 1973 : La Porteuse de pain, mini-série
- 2000-2001 : Un gars, une fille : Didier (saison 3)
- 2002 :  Groupe flag, épisode Mauvais Genre d'Étienne Dhaene : Rigobert
- 2008 : Paris, enquêtes criminelles, épisode Comme un frère de Dominique Tabuteau : Mamadou
- 2008-2009 : Adresse inconnue d'Antonio Olivares et Rodolphe Tissot : Bruno Perrin (6 épisodes)
- 2009 : Enquêtes réservées, épisode Le mort sans visage de Bruno Garcia : John Bekele
- 2017 : Munch, épisode Mi-figue, mi-raisin de Nicolas Guicheteau : Ismaël Seydi
- 2017 : Plus Belle la Vie, saison 14, épisodes 23 et 24 : le commandant Maxence Libaudé
- 2018 : La Fournaise de Guy Foumane : ?
- 2019 : Mike, épisode 1.3 de Frédéric Hazan : le proviseur
- 2024 : ManmZel New York de Mariette Monpierre et Sébastien Tavel : Vincent[3]

## Doublage

### Cinéma

#### Films
- Tyrese Gibson dans (19 films) :
  - Baby Boy (2001) : Joseph « Jody » Simmons
  - 2 Fast 2 Furious (2003) : Roman Pearce
  - Le Vol du Phœnix (2004) : A.J.
  - Quatre frères (2005) : Angel Mercer
  - Transformers (2007) : le sergent Robert Epps
  - Course à la mort (2008) : « Machine Gun » Joe
  - Transformers 2 (2009) : le sergent Robert Epps
  - Légion (2010) : Kyle Williams
  - Fast and Furious 5 (2011) : Roman Pearce
  - Transformers 3 : La Face cachée de la Lune (2011) : le sergent Robert Epps
  - Fast and Furious 6 (2013) : Roman Pearce
  - Fast and Furious 7 (2015) : Roman Pearce
  - Fast and Furious 8 (2017) : Roman Pearce
  - Les Chroniques de Noël 2 (2020) : Bob
  - Fast and Furious 9 (2021) : Roman Pearce
  - Hostage Game (2021) : Kyle Snowden
  - Dangerous (2021) : le shérif McCoy
  - The System (2023) : Terry Savage
  - Fast and Furious 10 (2023) : Roman Pearce

- Derek Luke dans (6 films) :
  - Antwone Fisher (2002) : Antwone Quenton « Fish » Fisher
  - Pieces of April (2003) : Bobby
  - Biker Boyz (2003) : Kid
  - Friday Night Lights (2004) : James « Boobie » Miles
  - Au nom de la liberté (2006) : Patrick Chamusso
  - Glory Road (2006) : Bobby Joe Hill

- Terrence Howard dans :
  - Angel Eyes (2001) : Robby
  - Animal (2005) : Darius Allen
  - August Rush (2007) : Richard Jeffries

- Terry Crews dans :
  - Au bout de la nuit (2008) : Terrence Washington
  - Max la Menace (2008) : agent 91
  - Max la Menace : Bruce et Lloyd se déchaînent (2008) : agent 91

- Omar J. Dorsey dans :
  - Halloween (2018) : le shérif Barker
  - Halloween Kills (2021) : le shérif Barker
  - Halloween Ends (2022) : le shérif Barker

- Craig Robinson dans :
  - Délire Express (2008) : Matheson
  - La Nuit au musée 2 (2009) : un capitaine des Tuskegee Airmen
  - Percy Jackson : La Mer des monstres (2013) : George

- Djimon Hounsou dans :
  - In America (2002) : Mateo
  - Beauty Shop (2005) : Joe

- Russell Hornsby dans :
  - Méchant Menteur (2002) : Marcus Duncan
  - The Hate U Give - La Haine qu'on donne (2018) : Maverick Carter

- Colin McFarlane dans :
  - Batman Begins (2005) : le commissaire Gillian Loeb
  - The Passenger (2018) : Sam

- Bill Duke dans :
  - X-Men : L'Affrontement final (2006) : Bolivar Trask
  - Mandy (2018) : Caruthers

- Andre Braugher dans :
  - Les Quatre Fantastiques et le Surfer d'argent (2007) : le général Hager
  - The Mist (2007) : Brent Norton

- Michael Beach dans :
  - Insidious : Chapitre 2 (2013) : l'inspecteur Sendal
  - Aquaman (2018) : Jesse Kane

- Clifford Joseph « T.I. » Harris Jr. dans : 
  - Ant-Man (2015) : Dave
  - Ant-Man et la Guêpe (2018) : Dave

- Rob Morgan dans :
  - La Voie de la justice (2020) : Herbert Richardson
  - Impardonnable (2021) : Vincent Cross

- 1998 : C'est pas mon jour ! : Lester « Ball-peen » James (Gary Dourdan)
- 2001 : À l'ombre de la haine : Ryrus Cooper (Dante Beze)
- 2002 : Beat Battle : Buck Wild (Brandon Hirsch)
- 2002 : La Chute du faucon noir : Mike Kurth (Gabriel Casseus)
- 2002 : Brown Sugar : Kelby Dawson (Boris Kodjoe)
- 2003 : Les Larmes du Soleil : Demetrius « Silk » Owen (Charles Ingram) & Arthur Azuka (Sammi Rotibi)
- 2003 : Gothika : Teddy Howard (Dorian Harewood)
- 2003 : Pirates des Caraïbes : La Malédiction du Black Pearl : un pirate (Gregory R. Alosio)
- 2003 : Hollywood Homicide : Killer « Joker » (Anthony Mackie)
- 2003 : Le Sourire de Mona Lisa : ? (?)
- 2004 : Soul Plane : Leslie Gaemon (Godfrey)
- 2004 : Le Jour d'après : Luther (Glenn Plummer)
- 2004 : Piège de feu : Frank McKinny (Kevin Chapman)
- 2005 : Bleu d'enfer : Roy (Dwayne Adway)
- 2005 : L'Interprète : Marcus (Michael Wright)
- 2005 : Sahara : Imam (Jude Akuwidike)
- 2006 : Un crime : Will (Chuck Cooper)
- 2007 : Halloween : Big Joe Grizzly (Ken Foree)
- 2008 : Outpost : Cotter (Enoch Frost)
- 2008 : Miracle à Santa Anna : le commandant Huggs (Omari Hardwick)
- 2008 : The Express : Ernie Davis (Rob Brown)
- 2009 : Blood: The Last Vampire : Powell (Colin Salmon)
- 2009 : Dans la brume électrique : Sam « Hogman » Patin (Buddy Guy)
- 2009 : Les Copains dans l'espace : Tad Thompson (Wayne Wilderson)
- 2010 : Kick-Ass : un voyou (Stu « Large » Riley)
- 2011 : Bucky Larson : Super star du X : Claudio (Mario Joyner (en))
- 2012 : Les Saphirs : Duggie (Cleave Williams)
- 2012 : Arbitrage : Earl Monroe (Reg E. Cathey)
- 2012 : Total Recall : Mémoires programmées : Factory Foreman (Andrew Moodie)
- 2013 : Les Âmes vagabondes : Doc / Eustache (Scott Lawrence)
- 2013 : Le Majordome : l'amiral Rochon (Stephen Rider)
- 2015 : NWA: Straight Outta Compton : The D.O.C. (Marlon Yates Jr.)
- 2018 : Extinction : David (Mike Colter)
- 2018 : Carnage chez les Puppets : le lieutenant Banning (Leslie David Baker)
- 2018 : Here and Now : Ben (Lonnie Rashid « Common » Lynn, Jr.)
- 2019 : Native Son : Marty (David Alan Grier)
- 2021 : Un homme en colère : Jerome (Thomas Dominique)
- 2022 : Bros : Joel (Jamyl Dobson)
- 2024 : Bad Boys: Ride or Die : Fletcher (John Salley)
- 2024 : Gladiator 2 : Jugurtha, roi de Numidie (Peter Mensah)

#### Films d'animation
- 2009 : La princesse et la grenouille : voix additionnelles
- 2012 : Les Pirates ! Bons à rien, mauvais en tout : voix additionnelles

### Télévision

#### Téléfilm
- 2022 : Mourir pour la couronne : Steve Lee (Jevon White)

#### Séries télévisées
- Jimmy Jean-Louis dans :
  - Heroes (2006-2010) : l'Haïtien (31 épisodes)
  - Arrow (2013) : le capitaine (saison 2, épisodes 4 à 7)
  - Heroes Reborn (2015) : l'Haïtien (mini-série)

- Rick Worthy dans :
  - Fallen (2006-2007) : Camael (mini-série)
  - Saving Grace (2009) : l'agent spécial Dave Daniels (saison 2, épisode 9)

- Rick Fox dans :
  - Ugly Betty (2007) : Dwayne (saison 2, épisodes 2 et 7)
  - Dirt (2007-2008) : le prince Tyreese (6 épisodes)

- Mike Colter dans :
  - The Good Wife (2010-2015) : Lemond Bishop (21 épisodes)
  - The Good Fight (2018-2019) : Lemond Bishop (saison 2, épisode 10 et saison 3, épisode 6)

- Robert Wisdom dans :
  - Rosewood (2016-2017) : Gerald Kelly (7 épisodes)
  - The Fix (2019) : Buck Neal (7 épisodes)

- 2002 : À la Maison-Blanche : Russell Angler (Shashawnee Hall)
- 2003 : Boomtown : Greg Haymer (Bobby Hosea)
- 2005 : New York, police judiciaire : Preston Hubbard (Mustafa Shakir)
- 2005-2013 : The Office : Stanley Hudson (Leslie David Baker)
- 2008-2019 : Sons of Anarchy : le shérif Vic Trammel (Glenn Plummer)
- 2009-2012 : The Listener : George Ryder (Arnold Pinnock (en))
- 2011 : Unforgettable : Bert (Brian Anthony Wilson)
- 2011-2012 : Nikita : Roger Trenton (David Collins)
- 2011-2012 : True Blood : Emory Broome (Chris Butler) (1re voix, saison 4)
- 2012-2015 : Les Experts : l'inspecteur Kevin Crawford (Alimi Ballard) (13 épisodes)
- 2013 : Following : Troy Riley (Billy Brown)
- 2014 : Fargo : Webb Pepper (Jordan Peele) (saison 1)
- 2014-2016 : Les Mystères de Laura : Reynaldo West (Marc Webster)
- 2015-2016 : iZombie : Dr Lockett (Chris Shields)
- 2017 : Star : le pasteur Bobby Harris (Tyrese Gibson)
- 2017-2018 : Shades of Blue : Wallace Tufo (Samuel Smith)
- 2018 : Bad Blood : Bobby Sunwind (Brandon Oakes) (6 épisodes)
- 2019-2020 : Los Angeles : Bad Girls : Fletcher (John Salley) (11 épisodes)
- 2023 : Silo : ? ( ? )

#### Série d'animation
- 2001 : La Légende de Tarzan : Muviro

### Jeux vidéo
- 2007 : Transformers, le jeu : Thundercracker (PSP)
- 2009 : Transformers : La Revanche : le sergent Robert Epps et Soundwave
- 2013 : Lego Marvel Super Heroes : Thor
- 2014 : Watch Dogs : voix additionnelles
- 2015 : Dying Light : Spike
- 2016 : Mafia III : le pasteur James

## Théâtre

### Comédien
- 1999 : Monsieur Amédée d'Alain Reynaud-Fourton, mise en scène Jean-Pierre Dravel, Théâtre Comédia
- 2001 : Clash de C. D'Halvillée, mise en scène de l'auteur
- 2002 : La Mission de Carlotta Clerici, mise en scène de l'auteur, Théâtre du Nord-Ouest
- 2003 : Antigone de Jean Anouilh, mise en scène Nicolas Briançon, Théâtre Marigny
- 2004 : Une chouette petite vie bien osée de Labou Tansi, mise en scène Etienne Valles
- 2004 : Twa fey twa racine d'après Aimé Césaire, Frantz Fanon et Edouard Glissant, mise en scène Lucette Salibur
- 2006 : Pygmalion de George Bernard Shaw, mise en scène Nicolas Briançon, Théâtre Comedia
- 2006 : Ma tatie Alfred de Jean-Pierre Sturm, mise en scène Michel Morizot, Théâtre Comédia, Théâtre de la Porte St Martin
- 2007 : Tout bascule d'Olivier Lejeune, mise en scène de l'auteur, La Grande Comédie
- 2007-2014 : Des souris et des hommes de John Steinbeck, mise en scène Jean-Philippe Évariste et Philippe Ivancic, Théâtre du Petit St Martin